# Алфёрово (посёлок, Чеховский район)
Алфёрово — посёлок в городе областного подчинения Чехов с административной территорией Московской области России. Входит в муниципальное образование городской округ Чехов.

## География
Алфёрово расположен примерно в 15 км на северо-запад от Чехова. Ближайшие населённые пункты Масново-Жуково, Шарапово, Солодовка.

## История
до 28 февраля 2005 года входил в состав Стремиловского сельского округа.
До 6 июня 2017 года входил муниципальное образование Чеховский муниципальный район, которое согласно Закону № 83/2017-ОЗ было преобразовано в муниципальное образование городской округ Чехов с упразднением всех ранее входивших в него поселений.
До 18 июля 2017 года входило в административно-территориальную единицу Чеховский район, который был упразднён и преобразован в город областного подчинения Чехов с административной территорией.

## Население
| 2002 | 2006 | 2010 |
| ---- | ---- | ---- |
| 19   | ↘16  | ↗25  |

## Инфраструктура
ТСК Алфёровский.

## Транспорт
Посёлок связан автобусным сообщением с райцентром и соседними населёнными пунктами.